# جوزيف هنري شارب
جوزيف هنري شارب (بالإنجليزية: Joseph Henry Sharp)‏ هو رسام أمريكي، ولد في 27 سبتمبر 1859 في بريدجبورت في الولايات المتحدة، وتوفي في 29 أغسطس 1953 في باسادينا في الولايات المتحدة.